# Финал Мирового тура ATP 2012
Финал Мирового Тура ATP 2012 (англ. Barclays ATP World Tour Finals 2012) — турнир сильнейших теннисистов, завершающий сезон ATP. В 2012 году проходит 43-е по счёту соревнование для одиночных игроков и 37-е для парных. Традиционно турнир проводится поздней осенью — в этом году с 5 по 12 ноября на кортах O2 арена в столице Великобритании — Лондоне, которая принимает его четвёртый год подряд.
Прошлогодние победители:
- одиночки —  Роджер Федерер
- пары —  Максим Мирный /  Даниэль Нестор

## Квалификация
Квалификация на этот турнир происходит по итогам чемпионской гонки ATP.

### Одиночный турнир
Золотистым цветом выделены теннисисты, отобравшиеся в Лондон. 
 Серебристым — запасные на турнире в Лондоне. 
| Чемпионская гонка на 5 ноября 2012 года. | Чемпионская гонка на 5 ноября 2012 года. | Чемпионская гонка на 5 ноября 2012 года. | Чемпионская гонка на 5 ноября 2012 года. |
| #                                        | Теннисист                                | Очки                                     | Турниры                                  |
| ---------------------------------------- | ---------------------------------------- | ---------------------------------------- | ---------------------------------------- |
| 1                                        | Новак Джокович (SRB)                     | 11,420                                   | 17                                       |
| 2                                        | Роджер Федерер (SUI)                     | 9,465                                    | 20                                       |
| 3                                        | Энди Маррей (GBR)                        | 7,600                                    | 19                                       |
| 3                                        | Рафаэль Надаль (ESP)                     | 6,795                                    | 19                                       |
| 5                                        | Давид Феррер (ESP)                       | 6,030                                    | 24                                       |
| 6                                        | Томаш Бердых (CZE)                       | 4,405                                    | 23                                       |
| 7                                        | Хуан Мартин дель Потро (ARG)             | 4,080                                    | 22                                       |
| 8                                        | Жо-Вильфрид Тсонга (FRA)                 | 3,490                                    | 25                                       |
| 9                                        | Янко Типсаревич (SRB)                    | 2,990                                    | 27                                       |
| 10                                       | Николас Альмагро (ESP)                   | 2,515                                    | 27                                       |
| 10                                       | Ришар Гаске (FRA)                        | 2,515                                    | 23                                       |

Рафаэль Надаль снялся с соревнований до начала турнира из-за травмы колен.
В число участников одиночного турнира помимо 8 игроков основной сетки включают также двоих запасных.

### Парный турнир
| Рейтинг на 22 ноября 2012 года. | Рейтинг на 22 ноября 2012 года.                   | Рейтинг на 22 ноября 2012 года. | Рейтинг на 22 ноября 2012 года. |
| #                               | Команда                                           | Очки                            | Турниры                         |
| ------------------------------- | ------------------------------------------------- | ------------------------------- | ------------------------------- |
| 1                               | Боб Брайан (USA) Майк Брайан (USA)                | 9,485                           | 22                              |
| 2                               | Максим Мирный (BLR) Даниэль Нестор (CAN)          | 6,675                           | 20                              |
| 3                               | Леандер Паес (IND) Радек Штепанек (CZE)           | 6,265                           | 12                              |
| 4                               | Роберт Линдстедт (SWE) Хория Текэу (ROU)          | 5,965                           | 23                              |
| 5                               | Махеш Бхупати (IND) Рохан Бопанна (IND)           | 4,455                           | 22                              |
| 6                               | Марк Лопес (ESP) Марсель Гранольерс (ESP)         | 4,360                           | 18                              |
| 7                               | Айсам-уль-Хак Куреши (PAK) Жан-Жюльен Ройер (NED) | 4,115                           | 24                              |
| 8                               | Мариуш Фирстенберг (POL) Марцин Матковский (POL)  | 3,690                           | 23                              |
| 9                               | Колин Флеминг (GBR) Росс Хатчинс (GBR)            | 2,420                           | 25                              |
| 11                              | Джонатан Маррей (GBR) Фредерик Нильсен (DEN)      | 2,180                           | 6                               |

Пара Маррей / Нильсен квалифицировалась на турнир по дополнительным показателям.
В число участников парного турнира помимо 8 команд основной сетки включают также два запасных дуэта.

## Соревнования

### Одиночные соревнования
Новак Джокович обыграл  Роджера Федерера со счётом 7-6(6), 7-5.
- Джокович во 2й раз в карьере побеждает на Итоговом турнире.
- Федерер во 2й раз в карьере уступает финал Итогового турнира.

### Парные соревнования
Марк Лопес /  Марсель Гранольерс обыграли  Махеша Бхупати /  Рохана Бопанну со счётом 7-5, 3-6, [10-3].
- Лопес выигрывает 4й титул в сезоне и 9й за карьеру.
- Гранольерс выигрывает 3й титул в сезоне и 9й за карьеру.